# 傑森·霍爾
傑森·迪恩·霍爾（英語：Jason Dean Hall，1972年4月28日—）是一名美國編劇、電影導演和前演員。他在《吸血鬼猎人巴菲》中飾演常設角色德文-麥克利甚，和在《失蹤現場》第二季中客串過傑西一角。
霍爾於2009年在《情聖終結者》首次擔任電影編劇；2013年，他與貝瑞·利維合寫了《決勝機密》；2014年，他編寫的《美國狙擊手》的劇本，獲得奧斯卡最佳改編劇本獎的提名，他本人也在片中客串演出。

## 早期生活
霍爾於1972年4月28日出生在加利福尼亞州箭頭湖，畢業於菲利普斯埃克塞特學院及南加州大學。

## 影視作品

### 電影
| 年份 | 標題              | 導演 | 編劇 | 備註                                                        |
| ---- | ----------------- | ---- | ---- | ----------------------------------------------------------- |
| 2009 | 《情聖終結者》    | 否   | 是   |                                                             |
| 2013 | 《決勝機密》      | 否   | 是   |                                                             |
| 2014 | 《美國狙擊手》    | 否   | 是   | 提名－奧斯卡最佳改編劇本獎 提名－美國編劇工會獎最佳改編劇本 |
| 2017 | 《》              | 是   | 是   |                                                             |
| 2023 | 《GT：跨界玩家》  | 否   | 是   |                                                             |
| TBA  | 《The Virginian》 | 是   | 是   |                                                             |

## 外部連結
- 傑森·霍爾在互联网电影资料库（IMDb）上的資料（英文）
- Jason Hall在Enjoy Movie上的電影作品列表 （页面存档备份，存于）